# Ichneumon stilpnoides
Ichneumon stilpnoides là một loài tò vò trong họ Ichneumonidae.